# Куринга
Курѝнга (на италиански: Curinga, на местен диалект Cùrënga, Курънга) е градче и община в Южна Италия, провинция Катандзаро, регион Калабрия. Разположено е на 380 m надморска височина. Населението на общината е 6722 души (към 2013 г.).
В това село е живеело албанско общество, наречено арбъреши. Те са се заселили в този район между XV и XVIII век като бежанци от османското владичество. Градче Куринга е част от етнографическия район Арберия.